# 尚恩·麥可
尚恩·麥可（1965年7月22日—），本名麥可·尚恩·希肯博頓（英語：Michael Shawn Hickenbottom），是前世界摔角娛樂（WWE）旗下的摔角明星，他於1988年加入世界摔角娛樂，於2018年正式退休，是世界摔角娛樂旗下資格最老的明星之一，投身摔角場上已有30餘年，被譽為是世界上最偉大的摔角手之一。
HBK的摔角生涯開始於中南部摔角聯盟（Mid-South Wrestling，現改名為聯合摔角聯盟），後來則加入美國摔角協會 （AWA）。他在美國摔角協會時期，他曾與Marty Jannetty組成午夜搖椅的雙打隊伍，並兩度拿下AWA世界雙打冠軍。1988年時，兩人雙雙被世界摔角聯盟（也就是現在世界摔角娛樂的前身）簽下。
在午夜搖椅團隊出道數年後，1996年HBK以傷心小子（英語：The Heartbreak Kid）的名號（簡稱HBK，這個綽號的意思是他讓別的女孩傷心，而不是他傷心），成為一個單人摔角手，開始在世界摔角聯盟闖蕩，之後他更成為世界摔角聯盟一個重要幕後團體The Kliq的領導者。1997年他與Triple H （HHH）、崔娜組成了D-Generation X （DX），這個團隊被譽為世界摔角娛樂史上最成功的摔角團隊，而他們傷風敗俗的挑釁動作更是廣為人知。同年，HBK被牽涉入世界摔角娛樂最具爭議的摔角事件「蒙特婁事件」。當他因為背傷，在摔角狂熱XIV上輸掉WWE冠軍腰帶後，在養傷期間他開設了一個名為尚恩·麥可摔角學院的摔角訓練中心。在2002年的夏日衝擊賽事上，他舉行了他的復出戰，2006年他與Triple H重組了D-X，但是由於HHH受傷，重組後的D-X又暫時消聲匿跡，直到2009年他們又再度以雙打身份拿下WWE統一雙打冠軍。
在個人生涯榮譽方面，HBK曾奪下4次世界重量級冠軍頭銜、3次WWE冠軍。他也是1995年與1996年的皇家大戰冠軍，此外他是第一個完成世界摔角娛樂大滿貫的摔角選手。而在現實生活中，他是一位虔誠的基督徒，擁有一個有兩個小孩的家庭。

## 早年生涯
1965年7月22日，希肯博頓出生於亞利桑那州錢德勒市，他是四兄弟裡的么弟，哥哥們名叫蘭迪(Randy)、史考特(Scout)、斜里(Shari)。他的家族是一個軍人世家，因此他年幼時曾跟著家族短暫的居住在英格蘭東南邊的雷丁鎮，但在那之後他們又舉家搬到德克薩斯州聖安東尼奧市，希肯博頓就在那渡過了他的童年。孩童時期他很不喜歡他的名字"麥可(Michael)"，所以他的親朋好友都叫他"尚恩(Shawn)"而因為父親是軍人的緣故，他的也常隨著父親職務調動而搬家。
希肯博頓從6歲就開始參加美式足球比賽，他在倫道夫中學足球隊擔任後衛，最後甚至成為該足球隊的隊長。12歲時希肯博頓已經是一位傑出的運動員，而他也立下志願要成為一位職業摔角手。中學畢業後他進入西南德州大學就讀，但是他馬上發現大學生活並不是他所追求的，之後他開始正式投身職業摔角事業。

## 職業摔角生涯

### 初期出道 (1984–1988)
希肯博頓的摔角啟蒙師傅是一位墨西哥職業摔角手Jose Lothario。在接受摔角訓練的期間，他也決定了他今後使用的擂台名尚恩·麥可(Shawn Michaels)(或譯：辛恩·麥克斯)。1984年，他結束了他的摔角訓練，以尚恩·麥可的名號在Mid-South Wrestling以及Texas All-Star Wrestling (TASW) 出道。在TASW發展的期間，他加入了American Breed的摔角隊伍，與Paul Diamond成為了雙打組合，並奪下TASW的雙打冠軍腰帶，之後他們的雙打組合更名為American Force。這段期間內希肯博頓同時也在另一個摔角聯盟Central States Wrestling比賽，並與Marty Jannetty組成雙打隊伍，贏得NWA的雙打冠軍腰帶。1985時他也偶爾在德州的World Class Championship Wrestling摔角聯盟露臉，進行一點小比賽。
20歲那年，麥可首次在American Wrestling Association (AWA)聯盟的全國性比賽上進行出道戰，當時他一樣是與Marty Jannetty搭檔，隊伍名稱是 "The Midnight Rockers" ，不久後他們就打敗Doug Somers與Buddy Rose奪下了AWA世界雙打冠軍。1987年，The Rockers與WWF簽了一個短約，但是兩週後就被釋出，原因是在酒吧鬧事（根據希肯博頓的自傳所述，那只是一場誤會）。之後他們回到AWA，一年後才又被WWF簽下。

### 世界摔角娛樂時期 (1988–2010)

#### The Rockers (1988–1991)
1988年7月7日，The Midnight Rockers二人組重新在WWF的 live event出道。由於WWF董事長文斯·麥馬漢的個人喜好問題，他們的團體名稱被改為The Rockers。這個組合十分受到女姓觀眾及兒童們的歡迎，因此在之後的兩年中成為了電視秀和pay-per-view的固定班底。
1990年10月，因為當時Jim Neidhart的合約到期，The Rockers被內定從The Hart Foundation (Bret Hart和Jim Neidhart)手上奪下雙打冠軍腰帶，比賽由The Rockers獲勝，但賽後不久Neidhart與WWF達成續約共識，因此WWF又安排讓Neidhart抗議比賽結果成功，冠軍腰帶交還給The Hart Foundation。而這段劇情被WWF刪減掉，並未在電視秀中撥出，但事後消息傳了開來，WWF才出面聲稱第一次的比賽結果無效，因為摔角場上的繩圈勾環出了問題。但是實際上在比賽中雖然確實有勾環鬆脫，但並未引起注意，也沒影響賽事結果。
The Rockers的合作關係一直持續到1991年12月2日，當他們在一個Brutus "The Barber" Beefcake's主持的訪談秀Barber Shop接受訪問時起了衝突，麥可踹了他的搭擋Jannetty然後掄著他去撞玻璃(實際上是經過安排的糖玻璃)。之後Jannetty離開了WWF，而麥可則改用"The Boy Toy"的擂台名出賽，並且轉為反派。

#### 傷心小子 (1992–1995)
之後他採納了"Mr Perfect" Curt Hennig的建議，取了一個綽號"The Heartbreak Kid"(傷心小子)，意思是專門讓女孩傷心的傢伙，以符合他反派角色的形象。同時他也被指派了一位經紀人Sensational Sherri，劇情安排了Sherri迷戀上麥可，甚至連他的進場主題曲 "Sexy Boy"都是由Sherri演唱。這段期間麥可通常被安排在賽事的前半部，而當他的比賽結束離場時，後台則會打出字幕"Shawn Michaels has left the building"(尚恩·麥可已經離開這棟建築了)，這是在仿照貓王當年為了阻止歌迷不停的喊安可而打出的字幕"Elvis has left the building"。

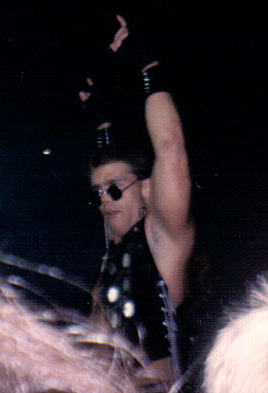
麥可1994年比賽時的造型

1992年7月，麥可嘗試挑戰洲際盃冠軍腰帶，但卻敗於Bret Hart手下，隨後又在WWF的第一場鐵梯戰中再度敗給了Bret Hart。在10月27日的Saturday Night's Main Event上，麥可終於打敗The British Bulldog奪下洲際盃冠軍腰帶，這是他第一個個人冠軍頭銜，他獲勝的節目則是在11月14日撥出。之後麥可的人氣開始攀升，1992年的強者生存賽事上，他成為了主要比賽的參賽者，但是他又被Bret Hart打敗。之後麥可與他的經紀人Sherri拆夥，並開始與前搭擋Jannetty抗爭。他在1993年5月17的賽事上把冠軍腰帶輸給了Jannetty，但隨即在6月6日的比賽中贏了回來，在比賽中他帶著他的保鑣Diesel(也就是Kevin Nash)出賽，成功的在Diesel的幫助下打敗Jannetty。
1993年9月，麥可被WWF釋出，公司對外宣稱是因為他無法進行應有的頭銜防衛戰，但實際上是因為麥可在藥檢中被驗出服用類固醇，不過麥可至今仍堅決否認有服用。因為1993年時Hulk Hogan帶著大批摔角明星轉投WCW，使得元氣大傷的WWF迫切的需要提拔新生代明星，WWF總裁文斯·麥馬漢決定大膽的採用新人，尚恩·麥可就在這種情況下回到了WWF與Triple H、Stone Cold Steve Austin、'巨石強森(The Rock)等人一起被力捧。1993年11月舉辦的強者生存賽事上，他取代了Jerry Lawler出賽，因為Lawler在先前的比賽中派遣了手下去襲擊Hart家族(Bruce Hart、Keith Hart與Owen Hart)。由於先前麥可短暫的被WWF釋出，造成他的洲際盃冠軍頭銜被Razor Ramon搶走，因此麥可回歸後立刻開始與Razor Ramon展開抗爭，兩人最後在第十屆摔角狂熱上進行鐵梯戰，賭注是兩人當時各自擁有的冠軍腰帶，最後麥可輸掉了比賽。這場賽事被職業摔角畫刊（PWI）讀者票選為年度最佳比賽，他也被摔角觀察家報評為五星的經典賽事。之後的幾個月，麥可由於受傷，因此減少了賽事演出，取而代之的是在WWF Superstars節目中主持名叫Heartbreak Hotel的訪談秀。
1994年8月28日，麥可與Diesel擊敗了The Headshrinkers(Samu與Fatu)拿下雙打冠軍，
但是隔天的夏日衝擊賽事上，麥可誤擊了Diesel造成Diesel失去了他的洲際盃冠軍腰帶，這個事件引發了兩人抗爭的劇情，一直到1994年11月的強者生存賽事上才結束。1995年的皇家大戰中，麥可拿下了冠軍，因此獲得了在第十一屆摔角狂熱賽事上與Diesel決鬥的機會。麥可顧用了Sycho Sid做保鑣，希望能在賽事中派上用場，但是Sid背叛了麥可，讓他輸掉比賽，並且在隔天襲擊了麥可，之後麥可休息了一段時間。這個劇情轉折是董事長文斯·麥馬漢的意思，他希望麥可轉為正派
，因此麥可休養了一段時間後，以正派身份再次出現。

#### Kliq與D-Generation-X（1995－1997）
麥可在1995年5月以正派身份重返擂台，並於同年7月時在附費觀賞的賽事中擊敗傑夫·哈迪，拿下第三次洲際盃冠軍腰帶。麥可也在隨後的夏日衝擊賽事中的鐵梯戰上擊退Razor Ramon，成功衛冕冠軍頭銜。此時，麥可也慢慢變成了一個幕後團體的領導者－The Kliq。這個團體是WWE史上最具影響力的幕後團體，足以影響總裁文斯·麥馬漢的決定，甚至被認為控制了整個90年代中期WWE選角的運作。但是麥可駁斥了這種說法，他說麥馬漢只捧那些有實力、值得推薦的摔角手。麥可的後援會不久後也參考了這個團體名而改名為 "The Kliq"。1995年10月，他在紐約雪城的一家酒館外被一群人攻擊，導致了在隨後的附費觀賞賽事中他必須繳出他的洲際盃冠軍腰帶給挑戰者Dean Douglas，因為根據WWE的說法，麥可無法進行防衛戰。但是當天稍晚，Dean Douglas就又把腰帶輸給了Kliq的另一個成員Razor Ramon。一個月後，麥可在RAW節目上對抗Owen Hart時，Owen Hart使出了enzuigiri重劃了麥可的背部，雖然麥可試圖繼續比賽，但不久後他就在擂台中倒了下去，WWE立即對外宣稱他是受到腦震盪，但是根據麥可退休後的回憶錄顯示，腦震盪只是一個藉口而已，目的是要讓粉絲們冷靜，好給麥可一段休息時間休養背傷，以便在復原時回到擂台上。

### 重返WWE

#### 重組DX，與送葬者對決並引退 (2009–2010)

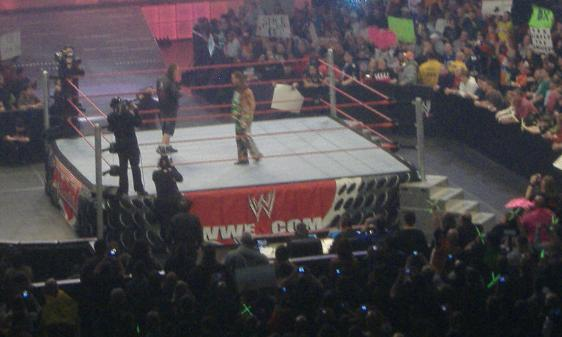
Michaels reconciles with Bret Hart in January 2010.

麥可回歸WWE的預告影片於2009年8月10日的RAW節目中撥放，當時劇情安排他並未在WWE工作。短片中Triple H在一個餐廳找到了正在當大廚的麥可，Triple H花了很大的心力才說服了他回WWE重組DX，以在夏日衝擊賽事上對抗The Legacy。DX之後成功的在該賽事上打敗了The Legacy，但是The Legacy不服氣，因此兩隊於2個月後堵上WWE聯合雙打冠軍腰帶的榮譽，再次進行了TLC戰，經過一翻苦鬥後，DX軍團拿下了WWE聯合雙打冠軍腰帶。在2010年1月4日的RAW節目上，麥可與Bret Hart言歸於好，結束了兩人在現實生活中長達13年的心結，兩人在擂台上握手並互相擁抱，這並非編劇安排的劇情，兩人於蒙特婁事件後就彼此憎惡，直到十多年後才彼此原諒對方。在2月8日的RAW節目中，DX軍團在三方威脅戰中敗給了The Miz與Big Show組成的隊伍，也失去了他們的WWE聯合雙打冠軍腰帶。在2010年的行刑房賽事中，麥可在主事上干擾了比賽導致送葬者輸掉了冠軍腰帶，引發了兩人之間的鬥爭，兩人決定在第26屆摔角狂熱賽事上決鬥，敗者將自摔角界引退。最後麥可敗給了送葬者，並在隔天，3月29日的RAW節目上發表了一篇感人的引退演說，而他離開時，大螢幕上又打出了他當年使用的字眼"Shawn Michaels has left the building"(尚恩·麥可已經離開這棟建築了)。與老友Triple H赢得毋庸置疑雙打冠軍，完成了HBK通向頂峰的最後一塊拼圖。Triple H向來不會輕意誇讚某人，然而他這樣形容Michaels在擂台上留下的遺產：
“如果你問我，誰是我在擂台上遇見的最偉大的那個人，毫無疑問，Shawn。”
毋庸置疑，許多曾经與Shawn Michaels站在同一擂台中的選手都會有這樣的想法，就連結束他摔角職業生涯的送葬者也不例外。2011年4月2日，當心碎小子HBK被介绍進入WWE名人堂的那一刻，WWE公司表達了對於他深深的崇敬之情。

## 使用招式
- DDT
- 岩石落
- 單腳漁人式翻摔
- 金臂勾（包含從角柱飛身金臂勾）
- 大腳
- 手刀
- 十字鎖
- 肩撞
- 肘擊
- 單腳固定技
- 腕部十字固定

### 終結技
- 下顎粉碎踢（Sweet Chin Music）
  - 正式名稱是｢高角度橋式踢擊｣，使用前起步是先在繩圈附近踏步，然後一個墊步直接踢向受招者的臉部。不過基本上現在使用的都弱化版，聲音效果大於實際攻擊力，受招者只會稍微受到中等力道的踢擊。NOAH摔角中的選手丸藤正道也是經常使用此招。

## 冠軍頭銜及成就
- 職業摔角畫刊（PWI）
  - PWI 年度最佳鬥爭劇情 (2008年) 對克里斯·傑利可
  - PWI 年度最佳試合 (1993年)[49]對Marty Jannetty
  - PWI 年度最佳試合 (1994年)[50]對Razor Ramon
  - PWI 年度最佳試合 (1995年)[9]對Diesel
  - PWI 年度最佳試合 (1996年)[9]對Bret Hart
  - PWI 年度最佳試合 (2004年)[49]對克里斯·班瓦在第20屆摔角狂熱賽事上
  - PWI 年度最佳試合 (2005年)[49]對Kurt Angle
  - PWI 年度最佳試合 (2006年)[49]對Vince McMahon
  - PWI 年度最佳試合  (2007年)[49]對John Cena
  - PWI 年度最佳試合  (2008年)[49]對Ric Flair
  - PWI 年度最佳試合  (2009年)[51]vs. The Undertaker

- 世界摔角娛樂
  - 世界重量級冠軍 (WWE)（1次）
  - WWE世界重量級冠軍（3次）
  - WWE雙打冠軍（1次）-和Triple H
  - 世界雙打冠軍 (WWE)（5次）-分別與 Diesel (2), Stone Cold (1), John Cena (1), Triple H (1)
  - 皇家大戰冠軍（2次）-1995和1996

## 外部連結
- WWE profile （页面存档备份，存于）
- Online World of Wrestling profile （页面存档备份，存于）
- Shawn Michaels在互联网电影资料库（IMDb）上的資料（英文）